# 汉斯·佩塞尔
汉斯·佩塞尔（德語：Hans Pesser，1911年11月7日—1986年8月12日），奥地利、德国男子足球运动员，场上位置是前锋。他曾代表德国国家队参加1938年国际足联世界杯，结果止步十六强。